# Большебарандатское сельское поселение
Большебаранда́тское се́льское поселе́ние — муниципальное образование в Тисульском районе Кемеровской области. 
Административный центр — село Большой Барандат.

## История
Большебарандатское сельское поселение образовано 17 декабря 2004 года в соответствии с Законом Кемеровской области № 104-ОЗ.
Упразднено с 15 ноября 2020 года в связи с преобразованием Тисульского района в муниципальный округ.

## Население
| 2010 | 2011 | 2012 | 2013 | 2014 | 2015 | 2016 | 2017 | 2018 |
| ---- | ---- | ---- | ---- | ---- | ---- | ---- | ---- | ---- |
| 825  | ↘822 | ↘793 | ↘753 | ↘720 | ↘708 | ↘686 | ↘659 | ↘645 |
| 2019 | 2020 |      |      |      |      |      |      |      |
| ↘630 | ↘620 |      |      |      |      |      |      |      |

## Состав сельского поселения
| № | Населённый пункт | Тип населённого пункта       | Население |
| - | ---------------- | ---------------------------- | --------- |
| 1 | Большой Барандат | село, административный центр | 590       |
| 2 | Вознесенка       | деревня                      | 135       |
| 3 | Усть-Барандат    | деревня                      | 100       |

## Статистика
Всего проживает 1023 человека, из них трудоспособного населения 469.Пенсионеров 281 человек.
На территории административного участка расположены 1 школа, 2 детских сада, 4 медицинских учреждения, 5 объектов жизнеобеспечения, 6 магазинов, 2 объекта культуры.